# Autoroute A1 (Francia)
La A1 o Autoroute du Nord es la autopista francesa más importante que une París y Lille. Forma parte de la carreteras europeas E15, E19 y E17.
La autopista comunica los suburbios del norte de París con el Stade de France, Le Bourget, el Aeropuerto de París-Charles de Gaulle y el Parc Astérix. A continuación cruza la Picardía sin atravesar las grandes poblaciones de esta región, en paralelo con la LGV Nord.
A 120 km de París, entre las ciudades de Amiens y Saint-Quentin, y cerca del Área de Servicio de Assevillers (el más grande de Europa), la A1 cruza sobre la A29. Unos kilómetros más al norte la A1 se bifurca, en la A2 que se dirige hacia Bruselas, y la A1 que continúa su camino hacia Lille, cruzando la A26 que se dirige hacia Calais, después cruza la A21 que se dirige a Douai y Lens. Finaliza en Lille enlazando con la A25 que se dirige a Dunkerque.

## Historia

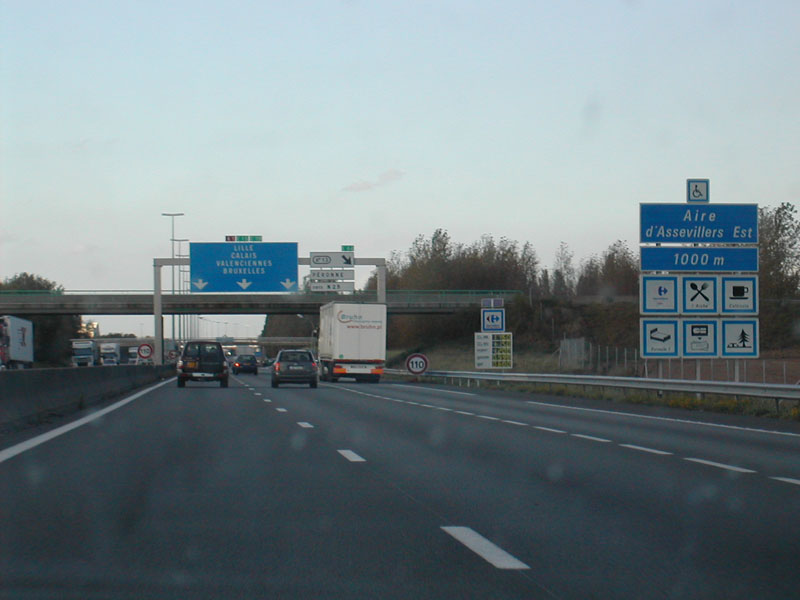
La A1 cerca de Péronne.

- Lille (porte de la Madeleine) - Carvin : 1954
- Carvin - Gavrelle : 1958
- Gavrelle - Bapaume : 1967
- Bapaume - Roye : 1966
- Roye - Senlis : 1965
- Senlis - Le Bourget : 1964
- Le Bourget - Saint-Denis : 1966
- Saint-Denis - París (porte de la Chapelle) : 1965.

## Poblaciones y lugares que atraviesa
- París
- Saint Denis, Stade de France
- Le Bourget
- Roissy-en-France, Aeropuerto de París-Charles de Gaulle
- Parc Astérix
- Senlis
- Chantilly
- Péronne
- Arras
- Lille

## Salidas
|        |                                                      |
| Salida | Nombre                                               |
| 1      | Porte de la Chapelle                                 |
| 2      | Saint-Denis                                          |
| 3      | Amiens A16 - Sarcelles                               |
| 4      | Stains                                               |
|        | Área de servicio La Courneuve                        |
|        | A86 (dirección Nanterre)                             |
| 5      | Le Blanc-Mesnil                                      |
| 6      | Aeropuerto de París-Charles de Gaulle - Senlis N17   |
|        | Área de descanso Chennevières, Villeron              |
|        | Área de servicio Vémars-Este, Vémars-Oeste           |
| 7      | Chantilly                                            |
|        | Área de descanso Survilliers                         |
|        | Parc Astérix                                         |
| 8      | Senlis - Creil - Meaux                               |
| 9      | Pont-Sainte-Maxence                                  |
|        | Área de descanso Chevrières, Longueil-Sainte-Marie   |
| 10     | Compiègne - Beauvais                                 |
| 11     | Montdidier                                           |
|        | Área de servicio Ressons-Este, Ressons-Oeste         |
|        | Área de descanso Tilloloy-Este, Tilloloy-Oeste       |
| 12     | Amiens - Chauny - Tergnier                           |
|        | Área de descanso Goyencourt-Este, Goyencourt-Oeste   |
|        | A29                                                  |
| 13     | Saint-Quentin                                        |
|        | Área de servicio Assevillers-Este, Assevillers-Oeste |
|        | Área de descanso Feuillères, Maurepas                |
| 13.1   | Albert - Péronne                                     |
|        | A2                                                   |
|        | Área de descanso Beaulencourt                        |
| 14     | Bapaume                                              |
|        | Área de servicio Saint-Léger                         |
|        | Área de descanso Croisilles                          |
|        | Área de servicio Wancourt-Este, Wancourt-Oeste       |
| 15     | Arras                                                |
|        | A26                                                  |
| 16     | Douai - Arras N50                                    |
| 16.1   | Hénin-Beaumont                                       |
| 17     | Noyelles-Godault                                     |
|        | A21                                                  |
| 17.1   | Plataforma intermodal de Dourges - Oignies           |
| 18     | Carvin                                               |
|        | Área de servicio Phalempin                           |
| 19     | Seclin                                               |
| 20     | Faches-Thumesnil - Aeropuerto de Lille-Lesquin       |
|        | A22                                                  |
| 21     | Lille                                                |